# بوندس‌لیگا ۱۹–۲۰۱۸
بوندس‌لیگا ۱۹–۲۰۱۸، ۵۶مین دوره رقابت‌های بوندس‌لیگا می‌باشد. این رقابت‌ها از ۲۴ اوت ۲۰۱۸ آغاز و در ۱۸ می ۲۰۱۹ پایان یافت.
باشگاه فوتبال بایرن مونیخ قهرمان شد.

## ورزشگاه‌ها
| باشگاه فوتبال آگزبورگ             | آگزبورگ      | ورزشگاه آگزبورگ آرنا       | ۳۰٬۶۶۰ |       |
| باشگاه فوتبال هرتابرلین           | برلین        | ورزشگاه المپیک برلین       | ۷۴٬۶۴۹ |       |
| باشگاه فوتبال وردربرمن            | برمن         | ورزشگاه وسر                | ۴۲٬۱۰۰ |       |
| باشگاه فوتبال دورتموند            | دورتموند     | ورزشگاه سیگنال ایدونا پارک | ۸۱٬۳۶۵ |       |
| باشگاه فوتبال دوسلدورف            | دوسلدورف     | ورزشگاه مرکور اسپیل        | ۵۴٬۶۰۰ |       |
| باشگاه فوتبال آینتراخت فرانکفورت  | فرانکفورت    | ورزشگاه والد               | ۵۴٬۶۰۰ |       |
| باشگاه فوتبال فرایبورگ            | فرایبورگ     | Ipurua                     | ۲۴٬۰۰۰ |       |
| باشگاه فوتبال لایپزیگ             | لایپزیگ      | ورزشگاه ردبول              | ۴۲٬۵۵۸ | [ ۸ ] |
| باشگاه فوتبال بایرلورکوزن         | لورکوزن      | ورزشگاه بای آرنا           | ۳۰٬۲۱۰ |       |
| باشگاه فوتبال هانوفر              | هانوفر       | ورزشگاه اچ‌دی‌آی آرنا        | ۴۹٬۰۰۰ |       |
| باشگاه فوتبال هافنهایم            | هافنهایم     | PreZero Arena              | ۳۰٬۱۵۰ |       |
| باشگاه فوتبال ماینتس              | ماینتس       | ورزشگاه اپل آرنا           | ۳۴٬۰۰۰ |       |
| باشگاه فوتبال بروسیا مونشن‌گلادباخ | مونشن‌گلادباخ | ورزشگاه بوروسیا پارک       | ۵۹٬۷۲۴ |       |
| باشگاه فوتبال بایرن مونیخ         | مونیخ        | ورزشگاه آلیانس آرنا        | ۷۵٬۰۰۰ |       |
| باشگاه فوتبال نورنبرگ             | نورنبرگ      | ورزشگاه مکس مارلوک         | ۴۹٬۹۲۳ |       |
| باشگاه فوتبال شالکه ۰۴            | شالکه        | ورزشگاه ولتینز آرنا        | ۶۲٬۲۷۱ |       |
| باشگاه فوتبال اشتوتگارت           | اشتوتگارت    | ورزشگاه مرسدس بنز          | ۶۰٬۴۴۹ |       |
| باشگاه فوتبال وولفسبورگ           | وولفسبورگ    | ورزشگاه فولکس واگن         | ۳۰٬۰۰۰ |       |